# Esdras Morales
Pour les articles homonymes, voir Morales.
Morales  Pinzón est un nom espagnol. Le premier nom de famille, en général paternel, est Morales ; le second, en général maternel, souvent omis, est Pinzón.
Esdras Morales Pinzón, né le 29 avril 1995 à Tecpán, est un coureur cycliste guatémaltèque.

## Biographie
Esdras Morales est originaire de Tecpán, une commune du département de Chimaltenango,. 
En 2013, il représente son pays lors des championnats panaméricains juniors (moins de 19 ans). 
En 2020, il prend la deuxième place de l'étape inaugurale du Tour de l'Équateur. Il termine également cette épreuve à la quatrième place du classement général. Lors de la saison 2022, il se distingue en remportant une étape du Tour du Guatemala,. Il se classe par ailleurs deuxième du Tour du Honduras.

## Palmarès et résultats

### Palmarès par année
- 2016
  - Vuelta de El Heraldo[6]
  - 3e du championnat du Guatemala sur route espoirs
- 2017
  - 3e du championnat du Guatemala sur route espoirs
- 2022
  - 1re étape du Tour du Honduras (contre-la-montre par équipes)
  - 9e étape du Tour du Guatemala
  - 2e du Tour du Honduras
  - 2e du championnat du Guatemala du contre-la-montre par équipes
- 2023
  - Clásica San Marcos :
    - Classement général
    - 1re et 2e étapes

  - 8e étape du Tour du Guatemala

### Classements mondiaux
| Année                                 | 2016  | 2017  | 2018  | 2019 | 2020 | 2021  | 2022  | 2023  |
| ------------------------------------- | ----- | ----- | ----- | ---- | ---- | ----- | ----- | ----- |
| Classement mondial                    | 1840e | 1918e | 3269e | nc   | nc   | 1305e | 2511e | 2133e |
| UCI America Tour                      | 292e  | 250e  | 501e  | nc   | nc   | 202e  | 429e  | nc    |
|                                       |       |       |       |      |      |       |       |       |
| Légende : nc = non classéSource : UCI |       |       |       |      |      |       |       |       |